# داريوس غرابوسكي
داريوس غرابوسكي (بالبولندية: Dariusz Maciej Grabowski)‏ هو اقتصادي وسياسي بولندي، ولد في 28 أغسطس 1950 في وارسو في بولندا. حزبياً، نشط في Libertas Poland ‏. في انتخابات البرلمان الأوروبي 2004، انتخب عضو في البرلمان الأوروبي عن دائرة مازوفيا ‏ لترشحه ضمن   قائمة مستقل، وقد انضم خلال فترته النيابية (20 يوليو 2004 – 13 يوليو 2009)  للكتلة البرلمانية الاتحاد من أجل أوروبا الأمم ‏ وانتخب عضو سيم ‏.